# Двинская пирамида
Пирамида в Араратской области Армении или Двинская пирамида (арм. Դվնո բուրգ) —  древнее сооружение пирамидальной формы, возрастом по разным оценкам от 2 до 5 тыс. лет, расположенное почти в центре Араратской области рядом с селом Гетазат (исторический район Двин) в Армении. 
По мнению директора Института археологии и этнографии НАН РА Павла Аветисяна, озвученное изданию «Голос Армении», пирамида на самом деле является не сооружением, а холмом, образованным природным естественным образом, на вершине которой располагается мусульманская гробница.
Была обнаружена в 2015 году. Радиоуглеродный анализ показал, что Двинскую пирамиду построили в период около 2-3 тыс. лет до н.э. Её высота составляет 25 метров. Хорошо видна лестница. 